# Rudnea, Dubrovîțea
Rudnea (în ucraineană Рудня) este un sat în comuna Liudîn din raionul Dubrovîțea, regiunea Rivne, Ucraina.

## Demografie
Componența lingvistică a localității Rudnea
     Ucraineană (99,49%)
     Alte limbi (0,34%)
Conform recensământului din 2001, majoritatea populației localității Rudnea era vorbitoare de ucraineană (99,49%), existând în minoritate și vorbitori de alte limbi.